# Diocèse d'Albenga-Imperia
Le diocèse d'Albenga-Imperia (en latin : Dioecesis Albingaunensis-Imperiae ; en italien : Diocesi di Albenga-Imperia) est un diocèse de l'Église catholique en Italie, suffragant de l'archidiocèse de Gênes et appartenant à la région ecclésiastique de Ligurie.

## Territoire
Il est situé sur deux provinces : une partie est dans la province de Savone, le reste de cette province est dans les diocèses de Savone-Noli, d'Acqui, et de Mondovi. Une autre parcelle du diocèse est sur une partie de la province d'Imperia, dont le reste est géré par le diocèse de Vintimille-San Remo.
Son territoire a une superficie de 939 km2 divisé en 162 paroisses. L'évêché est à Albenga avec la cathédrale saint Michel archange. Le diocèse possède trois basiliques mineures dont deux se trouvent à Impéria : Saint Maurice qui garde des reliques de saint Maurice et conserve le corps de saint Léonard de Port-Maurice, et Saint Jean-Baptiste (it) ; la troisième est la basilique de Saint-Nicolas de Pietra Ligure.

## Histoire
La tradition locale fait d'Albenga, entre 121 et 125, le lieu du martyre de Caloger (it), officier de l'empereur Hadrien ; les actes de son martyre, ainsi que ceux des saints Faustin et Jovite, ne sont pas totalement attestés. Un autre tradition dit que l'évangélisation est due à saint Calimero, évêque de Milan, dans la seconde moitié du IIIe siècle. Des preuves archéologiques montrent qu'il y a une communauté chrétienne florissante dans la ville au Ve siècle ; en fait, la fondation de la cathédrale et du baptistère d'Albenga (it), ainsi que les églises extra moenia de San Calocero et San Vittore remontent à cette période. De plus, la présence de Saint Martin de Tours sur l'île Gallinara peu après le milieu du IVe siècle semble démontrer l'existence d'un pôle de vie chrétienne organisé.
La création du diocèse semble être assez tardif, certainement établi après la mort de saint Ambroise. Le premier évêque connu avec certitude est Quinzio, qui en 451 signe la lettre d'Eusèbe, évêque de Milan, qui condamne les doctrines de Nestorius et Eutychès. À l'origine suffragant de l'archidiocèse de Milan, le diocèse est limité au nord par le bassin versant des Apennins ; à l'est, il atteint Finale Ligure et à l'ouest, il comprend tout le territoire de l'actuel Sanremo. La découverte d'un édifice ecclésiastique à fonts baptismaux près de Riva Ligure et datable du VIe siècle révèle une organisation chrétienne et témoigne également d'une certaine organisation par piève.
Au cours des siècles suivants, les informations sur les évêques d'Albenga sont fragmentaires jusqu'au XIe siècle. Des fouilles archéologiques mettent au jour le nom d'un évêque, jusqu'alors inconnu, Benoît, contemporain de Quinzio. L'évêque Bono d'Albenga participe au concile provincial de Milan de 679, qui se prononce contre le monothélisme ; le même prélat participe, l'année suivante, au concile romain de 680 en préparation du troisième concile de Constantinople. Deux autres évêques, Juncio et Martirian, historiquement situés entre le milieu du VIe siècle et le milieu du VIIIe siècle, sont mentionnés dans les Acta Sancti Martiriani episcopi et martiris. À l'époque pré-carolingienne, l'évêque Désiré consacre l'église de l'abbaye de Saint-Pierre-de-Varatella (it). Egidulphe participe au concile provincial de Milan en 864. Le IXe siècle se termine avec l'évêque Benoît, non documenté par certaines sources, mais objet de vénération au Moyen Âge et canonisé au XVIIe siècle.
Les monastères bénédictins contribuent à la consolidation religieuse du diocèse. Parmi eux, le monastère de l'île Gallinara obtient l'exemption du pape Benoît IX en 1044, ainsi que diverses propriétés en Italie, Catalogne, Provence et Corse ; en 1169, il est soumis à l'autorité des archevêques de Gênes ; enfin en 1473, en même temps que la perte de ses propriétés les plus prestigieuses, elle passe en commanderie.
En 1159, le pape Alexandre III affecte le diocèse à la province ecclésiastique de l'archidiocèse de Gênes, mais la disposition n'est pas immédiatement mise en œuvre, à tel point que même en 1213, le pape Innocent III réitère à l'évêque Henri la soumission due à l'autorité métropolitaine des archevêques génois. C'est précisément à partir du XIIIe siècle que les liens avec Gênes se resserrent. Un signe de cette relation étroite est le long épiscopat de Lanfranc di Negro (1255-1288), génois, il vend plusieurs actifs de la mense épiscopale en faveur des familles génoises ; il fait entrer plusieurs génois dans le chapitre de la cathédrale ; et pendant son épiscopat, les ordres mendiants intègrent le diocèse.
Entre le XVe siècle et le XVIe siècle, Mgr Marchese (1476-1513) fonde de nouvelles paroisses, réorganise le patrimoine de la curie, et possède une culture raffinée : les splendides manuscrits enluminés dont l'évêque dote la bibliothèque du chapitre le prouvent. Carlo Cicala (1554-1572) participe au concile de Trente et applique ses dispositions. Le 8 mai 1564, il organise le premier synode diocésain. Le 21 avril 1569, il établit le séminaire dans le cloître de la cathédrale, un nouveau bâtiment est créé en 1622 avant de déménager à son emplacement actuel en 1929. Le nombre de synodes se multiplie avec les évêques suivants : Luca Fieschi en convoque trois, Vincenzo Landinelli et Pier Francesco Costa deux chacun. Ce dernier évêque est également responsable de la rédaction, réalisée par le chanoine Gio Antonio Panieri, de l'œuvre monumentale, qui est restée manuscrite et conservée dans les archives diocésaines, fondamentale pour la connaissance de l'état du diocèse d'Albenga au XVIIe siècle. Au XVIIIe siècle, naît dans le diocèse saint Léonard de Port-Maurice, franciscain réformé, prédicateur dans toute l'Italie mais surtout à Rome, figure centrale du grand jubilé de 1750, et propagateur de la pratique du chemin de croix.
Au début du XIXe siècle, le diocèse voit son territoire réduit. Entre 1803 et 1804, quatre paroisses des vallées d'Albenga sur la crête alpine passent au diocèse de Mondovi. En 1831, vingt-cinq paroisses de la partie ouest sont annexées au diocèse de Vintimille. Parmi les évêques du XIXe siècle, une figure éminente est Raffaele Biale (1840-1870) qui favorise et améliore les études théologiques du clergé et favorise l'envoi de prêtres diocésains en mission. Dès 1816, un prêtre franciscain, Jean de Triora, meurt martyr en Chine. Les deux premiers patriarches du siège restauré de Jérusalem des Latins proviennent du diocèse: Giuseppe Valerga de Loano et Vincenzo Bracco (it) de Torrazzo. Le XIXe siècle voit aussi la naissance de certaines congrégations religieuses féminines dans le diocèse : en 1836, Thérèse Monaldo fonde les sœurs de la Visitation à Loano ; dans la même ville, en 1885, Marie Françoise Rubatto fonde les capucines de la mère Rubatto ; en 1848, Marie Léonarde Ranixe fonde les clarisses de la Sainte Annonciation.
Au XXe siècle, Mgr Angelo Cambso intervient à plusieurs reprises auprès du commandement allemand, s'offrant notamment comme otage à la place de plus de cent cinquante prisonniers civils, le 29 septembre 1943. Le 8 juillet 1949, par la lettre apostolique Qua Augustus Imperator, le pape Pie XII proclame la Vierge Marie, connue sous le titre de Madone de Pontelungo, patronne principale de la ville et du diocèse d'Albenga. Le 2 février 1965, le diocèse réintègre la paroisse de Nasino, qui appartenait au diocèse de Mondovì depuis 1804. Compte tenu de l'importance de la ville d'Imperia, le nom du diocèse est changé en diocèse d'Albenga-Imperia le 1er décembre 1973 et la basilique de San Maurizio est érigée en cocathédrale du diocèse.